# 2018年鎮江退役軍人集體維權事件
2018年鎮江退役軍人集體維權事件是一起部分中国人民解放军老兵对退伍后待遇的不满而前往江苏省镇江市政府上访，最后局势演变为暴力的群體性維權事件。

## 背景
自中华人民共和国成立以来，中國政府進行了十一次裁軍，軍隊員額從抗美援朝時的627萬人降至目前的200萬人左右。最近一次裁軍是2015年9月的紀念抗戰勝利70週年大會上，中共中央軍委主席習近平宣佈裁軍30萬人。中國官媒稱，中國現有退役軍人5700萬，這個數字以每年幾十萬的速度遞增。近年來，城鎮退伍軍人安置工作出現了許多問題，一些單位拒收退伍軍人，安置計劃難以落實，一些退伍軍人表示，他們的權益受到損害。退役軍人的安置一直是讓中國政府頭疼的問題。自2012年習近平出任中共中央總書記以來，中國爆發了兩次大規模的老兵抗議事件，老兵們要求提高退休金，改善福利待遇。
美國紐約時報評論称，老兵們舉行示威和請願活動並不是第一次出現。在20世紀80年代，在當時的中國共產黨中央軍事委員會主席鄧小平領導下，中國人民解放軍裁軍一百萬人。在20世紀90年代，改革開放等政策減少了有保障的政府工作崗位，許多退役軍人發現他們難以找到穩定的工作而進行抗議。為了給予退役軍人更好的待遇，中國政府在2018年成立了直屬於國務院的退役軍人事務部。然而，許多退役軍人覺得，政府的措施和對他們的口頭讚譽無法解決實際問題。他們認為地方官員對自己的不滿熟視無睹。通常，令退役軍人不滿、進而舉行抗議的原因是他們被調到低端工作崗位上，有的人甚至失去了工作。其他抱怨的來源是糟糕的醫療條件，以及退休金和津貼比他們認為應該得到的要少。除了上述原因，他們還抱怨在社會上沒有得到他們認為應該得到的尊敬。

## 事件開端
江蘇省鎮江市近百名中國人民解放軍退役轉業士官，集體在市政府前示威，要求公平待遇。「老兵」求見市長接談不果後，留守市政府門外。6月20日凌晨，根据现场视频，王益宏在无人接触的情况下，自行倒地敞开上衣，作被打受害状，示意他人用手机录制，并配发语音、文字“我们被一伙不明身份的黑恶势力殴打，现场警察旁观，请求支援”。事後，參與求見市長的部份轉業軍人，分別遭到當地警方和居委會人員阻攔。有退役老兵發佈《鎮江老兵被打，退役軍人事務部不能再裝聾作啞！》的通知，號召全國老兵向鎮江集結，抗議維權。

## 鎮壓
据人民日报报导，现场工作人员准备对非法聚集人员依法劝离带离时，聚集人员用石块、砖头、木棍等袭击民警辅警和政府工作人员，有民警被推入人工湖中，致使右腿脚踝和胫骨粉碎性骨折。而现场执勤民警始终规范文明执法，保持了冷静克制。6月23日，部份海外中文媒體報導，维权行动遭到武力镇压，并有3人失联。

## 影響
事件發生后，中國官方也準備改善退伍老兵的待遇。2018年7月31日，中华人民共和国退役军人事务部部长孙绍骋表示，已着手起草《退役军人保障法》和《关于加强新时代退役军人工作的意见》。同年8月1日，部分退役军人和其他优抚对象抚恤补助标准將獲得提高。
镇江事件中共有9人因此被批捕。
江苏省徐州市铜山区人民法院于2019年4月19日宣判，被告人白俊国、高建辉、牛伟浩、张小龙、李向阳、殷幼生、姜成、王益宏犯聚众扰乱社会秩序罪，分别判处有期徒刑二年到四年，其中王益宏缓刑三年；被告人黄宁军犯聚众扰乱社会秩序罪和故意伤害罪，数罪并罚，决定执行有期徒刑二年六个月，缓刑四年。9名被告人均当庭表示不上诉。